# Огуз-хан
Огуз-хан, или Огуз-хаган је легендарни кан турског народа и истоимени предак турског племена Огузи. Неке турске културе користе легенду о Огуз хану да опишу своје етничко порекло. Различите везије наратива сачуване су у многим различитим рукописима и објављене су на бројним језицима. Нарација се често назива Oghuznama, или Прича о Огузима.

## Легенда о Огуз-хану
Дестан о Огуз-хану настао је у 2. веку пре нове ере, а записан је тек у 13. веку када су Турци већ били исламизирани. Данас постоји Огуз-хан дестан забележен ујгурским писмом. Поред овог примерка епа који садржи елементе шаманског веровања, постоје и три различита примерка дестана прожета исламским духом и написана арапским писмом. Један примерак је забележен и у делу Џамију'-т-теварих.
У овом дестану није испричана биографија једне личности, него и бројни историјски догађаји. То је туркијски дестан који описује туркијски начин живота, а са становишта осликавања догађаја, то је дело било извор настанка других дестана. Најближе извору је примерак написан ујгурским писмом, који у односу на верзије на арапском језику доста другачије описује младост Огуз-хана. У ујгурској верзији се једва спомињу његови родитељи; отац се обрадовао његовом рођењу, а мајка га је само једном нахранила млеком, те је одмах тражио свеже месо и вино тако да је за 40 дана нарастао, проходао и играо се. Ноге су му било као код бика, леђа као код вука, а прса као код медведа. У исламским верзијама се говори опширно о његовом оцу и племену. 
У првом делу овог епа говори се о формирању Огузове личности, како је давао посебну важност природним појавама јер је рано бачен у наручје природе. Од рођења је имао наднаравне погледе и разликовао се од других људи. Нјегова женидба је такође била необична. Први пут се венчао са девојком која се у снопу светлости спустила с неба. Она му је родила три сина: Гуна (Сунце), Јилдиза (Звезда) и Аја (Месец).
Други пут се венчао са девојком коју је нашао у дупљи дрвета. И она му је такође родила три сина, Гока (Небо), Да (Планина) и Дениза (Море).
У другом делу дестана говори се о томе како се Огуз прогласио каганом и завладао светом. У трећем делу се говори о успостави државе коју је оставио у наслеђе својим синовима чиме је дао пример праведне поделе отаџбине и управљања државом.

## Наслеђе и историјски значај
Огуз-хан се понекад сматра легендарним оснивачем већине Турака и претком племена Огуз. Чак се и данас потомци племена Огуза сврставају у ред легендарних шест синова и 24 унука Огуз-хана. У историји су се туркменске династије често буниле или тражиле суверенитет говорећи да је њихов ранг већи од постојеће династије у овој племенској класификацији.
Огуз-хан се појављује на новчаници од 100 туркменистанских маната.
Огуз и Огузхан су уобичајена мушка и турска имена, која потичу од Огуз-хана.
Округ Огузхан у провинцији Мери, у Туркменистану, назван је по њему.
Међународни аеродром у Ашхабаду, Туркменистан, добио је име по Огуз-хану.